# Kalózka és Kapitány kalandjai
A Kalózka és Kapitány kalandjai (eredeti cím: Pirata et Capitano) 2016-ban indult francia–spanyol televíziós 3D-s számítógépes animációs sorozat, amelynek alkotói Emilio Gallego, Jesús Gallego és David Cantolla. Az animációs játékfilmsorozat rendezője François Narboux. A zenéjét Mathias Duplessy és Ray Dorset szerezte. A tévéfilmsorozat a Millimages és a Aliante gyártásában készült. Műfaja kalandfilm- és filmvígjáték-sorozat. Franciaországban 2016. október 19-étől a France 5 vetítí, Magyarországon 2018. szeptember 20-ától az M2 sugározza.

## Szereplők
| Szereplő         | Eredeti hang                   | Magyar hang                                                  |
| ---------------- | ------------------------------ | ------------------------------------------------------------ |
| Kalózka          | Kelly Marot                    | Hermann Lilla                                                |
| Kapitány         | Magali Rosenzweig              | Szirtes Marcell (1. évad) Holló-Zsadányi Norman (2. évadtól) |
| Roberto          | Jeremy Prevost                 | Bolla Róbert                                                 |
| Weboo            | Adrien Antoine                 |                                                              |
| Les Piratétoiles | Magali Rosenzweig, Kelly Marot |                                                              |
| Ananász Wilson   | Magali Rosenzweig              |                                                              |
| Pulpi Salma      | Magali Rosenzweig              |                                                              |
| Dodó             | Christophe Lemoine             |                                                              |
| Couac            | Jeremy Prevost                 |                                                              |
| Homard le Bleu   | Christophe Lemoine             |                                                              |
| Cric de Croc     | Adrien Antoine                 |                                                              |
| Murana           | Magali Rosenzweig              |                                                              |
| Dany le Dandy    | Adrien Antoine                 | Markovics Tamás                                              |
| Barbudo          | Jeremy Prevost                 |                                                              |
| Ogre Vacarme     | Christophe Lemoine             |                                                              |

## Epizódok

### 1. évad
| #   | Angol cím                                 | Magyar cím                        | Magyar premier       |
| --- | ----------------------------------------- | --------------------------------- | -------------------- |
| 1.  | TBA                                       | Az elsüllyedt hajó                | 2018. szeptember 20. |
| 2.  | TBA                                       | Sánta Tintahal kincse             | 2018. szeptember 20. |
| 3.  | TBA                                       | A névtelen sziget                 | 2018. szeptember 21. |
| 4.  | TBA                                       | Zöldszakáll kincse                | 2018. szeptember 21. |
| 5.  | Who Stole the Pink Skull?                 | Ki lopta el a rózsaszín koponyát? | 2018. szeptember 24. |
| 6.  | The Game                                  | Nyertes - vesztes                 | 2018. szeptember 24. |
| 7.  | A Medal for the Pink Skull                | Az Ezüsthajó-érem                 | 2018. szeptember 25. |
| 8.  | Mussel Soup a la Roberto                  | Kagylóleves Roberto módra         | 2018. szeptember 25. |
| 9.  | A Remedy for Inky                         | Orvosság Pollinak                 | 2018. szeptember 26. |
| 10. | The Mermaid Mystery                       | Sellő-rejtély                     | 2018. szeptember 26. |
| 11. | Underwater Symphony                       | Vízalatti szimfónia               | 2018. szeptember 27. |
| 12. | Hairy Chests and Treasure Chests          | Szőrös Mellkas és kincsesláda     | 2018. szeptember 27. |
| 13. | A Package for Inky                        | Polli csomagja                    | 2018. szeptember 28. |
| 14. | Thief!                                    | Tolvaj!                           | 2018. szeptember 28. |
| 15. | The Whale                                 | A bálna                           | 2018. október 1.     |
| 16. | The Treasure Hunt                         | Kincsvadászat                     | 2018. október 1.     |
| 17. | Mystery Island                            | Rejtély a szigeten                | 2018. október 2.     |
| 18. | The Robinson Pirates                      | Robinson-kalózok                  | 2018. október 2.     |
| 19. | Pirate of the Year                        | Az év kalóza                      | 2018. október 3.     |
| 20. | The Pearl                                 | A gyöngy                          | 2018. október 3.     |
| 21. | The Treasure Cave                         | Kincs a barlangban                | 2018. október 4.     |
| 22. | Justonetooth                              | Egyfogú                           | 2018. október 4.     |
| 23. | Meowkat must be Saved                     | Mentsük meg Miaút!                | 2018. október 5.     |
| 24. | The Two Pendants                          | A két medál                       | 2018. október 5.     |
| 25. | The Fabergus Egg                          | A Fabergusz tojás                 | 2018. október 8.     |
| 26. | The Case of the Missing Seaplane          | Az eltűnt hidroplán               | 2018. október 8.     |
| 27. | The Mermaid Painting                      | A sellős festmény                 | 2018. október 9.     |
| 28. | Slimy Scheming Murana                     | Murána, a cselszövő               | 2018. október 9.     |
| 29. | Scorpionfish Scotty's Treasure            | Skorpióhal Samu kincse            | 2018. október 10.    |
| 30. | Mapping the Stars                         | A csillagtérkép                   | 2018. október 10.    |
| 31. | The Seagull                               | A sirály                          | 2018. október 11.    |
| 32. | The Pink Skull's Clones                   | Hasonmások                        | 2018. október 11.    |
| 33. | Great Uncle Moray's Blade of Golden Grass | TBA                               | 2018. október 12.    |
| 34. | The Crown of Purple Pearls                | TBA                               | 2018. október 12.    |
| 35. | The Starpirates's Rebellion               | Csillagkapitányok                 | 2018. október 15.    |
| 36. | Saving Pirate Pryor's Statue              | Szobormentés                      | 2018. október 15.    |
| 37. | The Polar Pirate                          | Kalóz a jégben                    | 2018. október 16.    |
| 38. | S.O.S. A Pirate in Danger                 | S.O.S.                            | 2018. október 16.    |
| 39. | Dolphino goes Missing                     | Delfinó eltűnik                   | 2018. október 17.    |
| 40. | Midas the Maverick's Treasure             | Midász mester kincse              | 2018. október 17.    |
| 41. | A Toy for Baby Octopus                    | Pici polip játéka                 | 2018. október 18.    |
| 42. | The Right Key                             | Dallam a ködben                   | 2018. október 18.    |
| 43. | Psycho Cyclops's Quest                    | Küklopsz, a kalóz                 | 2018. október 19.    |
| 44. | A Treasured Family Heirloom               | Családi örökség                   | 2018. október 19.    |
| 45. | The New Crew Member                       | Az új matróz                      | 2018. október 22.    |
| 46. | Saving Little Goozi                       | Mentőakció                        | 2018. október 22.    |
| 47. | The Light of the Great Ocean              | Fény az óceánon                   | 2018. október 23.    |
| 48. | Breaking the Curse                        | Átoktörés                         | 2018. október 23.    |
| 49. | Seagull Island                            | A Sirály-sziget                   | 2018. október 24.    |
| 50. | Weboo's Island                            | Vibu szigete                      | 2018. október 24.    |
| 51. | Aquatic Allies                            | A bajba jutott kalóz              | 2018. október 25.    |
| 52. | A Wonderful Gift                          | Boldog születésnapot!             | 2018. október 25.    |